# Logrosán
Logrosán è un comune spagnolo situato nella comunità autonoma dell'Estremadura.

## Posizione
Logrosán si trova nel sud-est della provincia, di fronte alla montagna chiamata Las Villuercas che appartiene ai Montes de Toledo. Il paese si trova su un batolite di granito, chiamato "Cerro de San Cristóbal", con tutta probabilità affiorato in superficie nel quaternario.

## Storia
Nel 1594 faceva parte della Terra Trujillo nel Provincia di Trujillo.
Alla caduta del regime la città divenne comune della regione di Estremadura. Dal 1834 ospita il Partido giudiziaria Logrosán. Nel censimento del 1842 contava 620 case e 3 396 abitanti.
Alla metà del XX secolo la località raggiunge una certa rilevanza e nel 1960 conta 6 595 abitanti, con case signorili che ricordano il maggior splendore del passato.Cittadina di grande importanza minieraria in passato, al giorno d'oggi ha perso sia le miniere che l'identità dell'antico popolo di minatori.

## Economia
È un paese economicamente depresso, con un basso livello di produzione e un reddito nettamente inferiore alla media regionale. Predominanti sono il settore primario e il terziario. Le aziende agricole sono a bassa produttività e non creano molti posti di lavoro per via del tipo di agricoltura praticato. Il settore terziario si occupa soprattutto dei servizi amministrativi e commerciali, mentre è quasi assente l'industria. Nonostante questo, è il capoluogo della regione per essere dotata di alcuni servizi dell'amministrazione regionale ed educativi.
Nonostante questa situazione, è comunque la città più importante della regione, soprattutto per alcuni servizi sono forniti con distretto regionale di istruzione e amministrazione.

## Monumenti
Chiesa Parrocchiale di San Matteo
Gioiello dell'architettura gotica la sua cappella principale è paragonabile a quelle di cattedrali gotiche come quella di Plasencia o Coria. Di aspetto cattedralizio per dimensioni vi si trova la statua del tredicesimo secolo di Nuestra Señora del Carrascal. Il suo campanile è ornato di cicogne.
Ermita de la Virgen del Consuelo
Luogo di culto da parte della popolazione locale si distingue per le sue cupole adornate di lanterne. Qui viene venerata l'immagine della Virgen del Consuelo, patrona della città. Il luogo, sito sulla sommità di una collina, offre al visitatore una magnifica vista del prato boyal dove sono presenti più di trenta mila querce.

## Dintorni
Parco di Lecci
Situato a ovest del paese è un piccolo bosco di lecci centenari di varie decine di metri. Negli anni 70 è diventato il più grande parco comunale della località. Ora ospita gli impianti sportivi, piscine, parco giochi e la Casa de la Cultura. Durante l'estate è molto popolare.
La via verde
Un importante sforzo economico e l'entusiasmo della passione di persone come l'ex sindaco D. Manuel Gonzalez, hanno reso possibile quella che è la prima attrazione turistica della città e uno dei più importanti sentieri naturali tra i campi e pascoli dell'Estremadura.
Cerro San Cristobal
È la culla della città. Qui sorse il primo nucleo abitato, migliaia di anni fa. Ci sono molte tracce del passaggio di diverse culture, ma non si è indagato in profondità.

### Altri punti di interesse
El helechalil luogo dove in precedenza è stato il casting. Un luogo di profonda bellezza unica e tradizioni che è stato riabilitato recentemente.
El Pozo Callesl'unico monumento locale al passato minerario della città.
La stazione ferroviariaun omaggio alla improvvisazione e al rifiuto del passato, e di abbandono e di apatia del presente. Attualmente si prevede un futuro promettente, con la costruzione della linea verde, anche se gli edifici non subiranno miglioramenti per ora.
Il Ponte RomanoNonostante il suo nome, si tratta di un edificio medievale, il cui principale interesse è il posto dove si trova.

## Case signorili
Sono come un ricordo indimenticabile del suo passato, fondato su una struttura sociale formata da proprietari terrieri e lavoratori. La maggior parte provengono da famiglie un tempo agiate, ma in crisi col passare del tempo, il che spiega il cattivo stato di molte di queste belle e decorate case.

## Gente nota
- Mario Roso de Luna, teosofo.
- Martin de Logrosán è stato un contemporaneo che ha accompagnato Cristoforo Colombo nel suo primo viaggio (la scoperta d'America). La nave capitana "Santa Maria" naufragò nell'isola La Española (ora composta da Repubblica Dominicana e Haiti).
- Martín del Barco Centenera poeta e cronista della conquista americana. Fu contemporaneo del re Felipe II, ebbe cariche ecclesiastiche in Paraguay e Perù, e ha scritto un'opera in versi dove è citata per la prima volta la parola Argentina. Era in quelle terre quando Garay fondò Buenos Aires.
- Medico Riero de Sorapán o Sorapán de Riero